# ناوشکن لنکس
ناوشکن لینکس (به انگلیسی: French destroyer Lynx) یک کشتی بود که طول آن ۱۲۷ متر (۴۱۷ فوت) بود. این کشتی در سال ۱۹۲۵ ساخته شد.